# Butia yatay
Butia yatay es una especie de planta de la familia de las palmeras (Arecaceae). Es la palmera más alta del género Butia.

## Descripción
B. yatay es una palmera de hasta 12 m de altura. Muestra hojas pinadas, con 140 hojuelas, de color verde ligeramente azulado, de hasta 2 m de largo con un pecíolo de 60 cm, subleñoso y dotado de espinas. Las flores forman inflorescencias de color amarillo, que pueden contener hasta 100 floros protegidos por una espata leñosa y acanalada. El fruto aparece arracimado; es aovado, apicado, de color anaranjado y entre 5 y 3 cm de diámetro, protegido en la base por brácteas que cubren un tercio de su superficie. Sus frutos son comestibles y de estos se elaboran la mermelada de yatay y el licor de yatay, además de atraer a numerosas aves; eran el alimento principal del guacamayo azul, Anodorhynchus glaucus, hoy presuntamente extinto.

Frutos de Butia yatay.

## Distribución y hábitat
Es nativa del sur de Brasil, Paraguay, Uruguay y el nordeste argentino. Es una palmera sumamente longeva, y formaba grandes palmares en su región de origen, muchos de los cuales han desaparecido por la deforestación de tierras para el cultivo. El mayor que se conserva de dominio público es el parque nacional El Palmar, ubicado en la provincia argentina de Entre Ríos, donde ocupa más de 8500 hectáreas, mientras que el mayor reservorio de esta especie de dominio privado se conserva en el Refugio de Vida Silvestre y Reserva Provincial de Uso Múltiple La Aurora del Palmar, con más de 400has. Se planta hoy como ornamental, y se ha introducido a ese efecto en otras regiones subtropicales del mundo. Se confunde fácilmente con la estrechamente emparentada B. capitata, también conocida como yatay o butiá, más baja.

## Cultivo
Esta especie prefiere suelos bien drenados, ligeramente alcalinos o neutros, y mucho sol. Requiere bastante humedad en época de crecimiento, pero en invierno tolera bien la sequía y el frío, soportando temperaturas de varios grados bajo cero, lo que la hace una de las palmeras mejor adaptadas a climas continentales junto con Jubaea chilensis. Tolera bien el viento.
Las semillas requieren calor y humedad para germinar, un proceso que puede suspenderse varios meses en condiciones desfavorables.

## Taxonomía
Butia yatay  fue descrita por (Mart.) Becc. y publicado en Agricoltura Coloniale 10: 498. 1916.
Etimología
Butia: nombre genérico que proviene del nombre vernáculo dado en Brasil a los miembros de este género.
Sinonimia
Los siguientes nombres se consideran sinónimos de Butia yatay:
- Cocos yatay Mart. in A.D.d'Orbigny (1844).
- Calappa yatay (Mart.) Kuntze (1891).
- Butia capitata subsp. yatay (Mart.) Herter (1940).
- Syagrus yatay (Mart.) Glassman (1970).
- Cocos poni Hauman (1919).
- Butia poni (Hauman) Burret (1930).